# Uli
Les uli sont les motifs traditionnels curvilignes dessinés par le peuple Igbo du sud-est du Nigeria.
Ces dessins sont généralement abstraits, composés de formes linéaires et géométriques, bien qu'il existe quelques éléments de représentation. Traditionnellement, ils sont soit teintés sur le corps, soit peints sur les côtés des bâtiments sous forme de peintures murales. Les motifs sont fréquemment asymétriques et sont souvent peints spontanément. Les dessins uli ne sont généralement pas sacrés, à l'exception des images peintes sur les murs des sanctuaires et créées dans le cadre de certains rituels communautaires. En outre, l'uli n'est pas directement symbolique mais se concentre plutôt sur la création d'un impact visuel et la décoration du corps du commanditaire ou du bâtiment en question.
Les motifs sont presque exclusivement produits par les femmes, qui décorent ceux des autres avec des teintures foncées pour se préparer aux événements du village, tels que le mariage, la prise de titre ou les funérailles, ainsi que pour les vêtements de tous les jours. Les motifs durent environ 8 jours. Les femmes Igbo peignent également des peintures murales uli sur les murs des bâtiments et des maisons, en utilisant quatre pigments de base : noir, blanc, jaune et rouge. Elles durent en général jusqu'à la saison humide.
Le dessin uli était autrefois pratiqué dans la majeure partie de l'Igboland, bien qu'en 1970, il ait perdu une grande partie de sa popularité et qu'il soit maintenu en vie par une poignée d'artistes contemporains.
Ceux-ci, tels que les membres du groupe Nsukka et la Zaria Art Society, se sont approprié les motifs et l'esthétique de l'uli et les ont incorporés dans d'autres médias, les combinant souvent avec d'autres styles du Nigeria et d'Europe

## Histoire

### Origines
Le nom « uli » est dérivé des noms igbo des plantes qui sont traitées pour produire la teinture utilisée pour colorer les motifs. Selon la mythologie locale, cette pratique s'est développée comme un cadeau d'Ala, la déesse de la terre, qui a béni les femmes en leur donnant la capacité de créer de l'art, comme le démontre la création des uli. Les motifs eux-mêmes sont dérivés de formes naturelles telles que les motifs animaux, comme les taches de léopard ou les marques de python, ainsi que d'autres formes abstraites, comme le corps féminin ou les motifs noués,. Bien que les origines historiques de la pratique de l'uli soient inconnues, des motifs d'uli ont été trouvés sur des bronzes Igbo-ukwu, ce qui indique que cette pratique est en usage depuis le IXe siècle.

### Pratique
L'art corporel uli est peint aussi bien pour les occasions formelles que pour les tenues de tous les jours. Les femmes portent traditionnellement l'uli pour diverses raisons, comme aller au marché pour vendre des marchandises, rencontrer un mari potentiel, se marier, accoucher, assister à des rites funéraires ou obtenir un titre. Les groupes de danse choisissent également des motifs d'uli distinctifs que tous les membres porteront lorsqu'ils se produiront dans un autre village afin de se distinguer des habitants et de représenter le village dont ils sont originaires. En outre, les lutteurs portent des uli lors des combats.
Les peintures murales d'uli sont peintes sur une variété de bâtiments différents. On les trouve couramment dans les sanctuaires publics comme décoration, où ils ont tendance à présenter des motifs plus abstraits et austères peints par des femmes expérimentées dans des couleurs sourdes. Cependant, on trouve également des uli sur des bâtiments domestiques, peints comme marqueurs d'un événement important de la vie, tel qu'un mariage, ou comme marqueurs de richesse et de réussite. Ces peintures murales sont souvent exécutées par toutes les femmes membres d'une communauté travaillant ensemble et comportent généralement plus de formes humaines ou animales que les dessins de sanctuaires.

### Déclin et réintégration moderne
Après l'introduction des missionnaires chrétiens, la pratique de l'uli a décliné dans tout le Nigeria et l'uli a commencé à être considéré comme trop fortement associé à la religion odinala (en) et donc non conciliable avec le christianisme. Les missionnaires ont découragé les femmes des méthodes traditionnelles de l'art de l'uli, mais les ont souvent encouragées à poursuivre l'uli dans d'autres médias. La Mary Slessor Memorial School, un centre chrétien de formation au mariage, a appris à des élèves d'Igboland à recréer des motifs uli en broderie. Ces motifs étaient ensuite vendus par l'école. De nombreux motifs uli ont également été copiés par des observateurs occidentaux sur du papier ou des toiles. Le Pitt Rivers Museum archive plus d'une centaine de ces dessins copiés, bien qu'ils ne soient pas attribués aux artistes originaux. En outre, la modernisation a également empêché l'utilisation des techniques traditionnelles. Le ciment a remplacé les matériaux de construction traditionnels, ce qui a radicalement changé les méthodes d'application des peintures murales. Bien que la pratique soit restée dans les mémoires, de nombreux artistes uli restants sont devenus âgés sans avoir pris d'apprentis.
Cependant, dans les années 1970, les artistes nigérians contemporains ont commencé à incorporer les motifs traditionnels des ulis dans leur art. Au Nigeria College of Arts, Science and Technology, la Zaria Art Society a été créée en 1958 dans le but de synthétiser les traditions européennes et indigènes. Uche Okeke, l'un des membres fondateurs, a adapté l'uli comme base d'un « nouveau langage visuel » distinct des formes occidentales. Son travail au sein du groupe Nsukka aurait conduit à un renouveau de l'esthétique de l'uli au Nigeria, la Zaria Art Society s'étant finalement transformée en un mouvement de renouveau de l'uli qui s'est poursuivi tout au long du XXe siècle. Ces artistes, essentiellement masculins, ont parfois été critiqués pour s'être inspirés d'une forme d'art traditionnellement féminine sans reconnaître correctement les praticiens actuels. Au fil du temps, des artistes féminines modernes ont également intégré l'uli dans leur art, comme Chinwe Uwatse (d), qui utilise des lignes et des courbes gonflantes similaires dans ses aquarelles.
En 1991, Doris Weller et Meki Nwezi ont créé l'Ama Dialog près d'Onitsha, dans le même but de créer un dialogue entre le moderne et le traditionnel, l'africain et l'européen. L'Ama Dialog a créé un collectif d'artistes uli dans le but de transférer les motifs traditionnels sur papier et sur toile et de ramener l'étude de l'uli vers les femmes qui pratiquaient cet art à l'origine. Cette initiative a donné naissance à l'Upa Women Artists Collective, qui a formé des artistes traditionnels à l'utilisation d'un liant acrylique avec des pigments traditionnels pour créer des peintures destinées à être vendues au Nigeria et à l'étranger, notamment en Allemagne.

## Caractéristiques

### Caractéristiques et motifs
Les dessins uli se caractérisent par des courbes renflées et effilées, entrecoupées de lignes angulaires et de motifs abstraits. Ces motifs sont soit teints sur le corps, soit peints sur les murs, et sont temporaires dans les deux cas, s'effaçant en une semaine sur le corps et se lavant sur les murs pendant la saison des pluies. Le processus de création de l'uli n'est pas décrit comme de la peinture dans la langue igbo, mais plutôt comme de l'écriture (ide uli) ou du dessin (ise uli). Bien que les peintures murales puissent être conservées plus longtemps, les motifs sont généralement remplacés, ce qui permet un renouvellement spirituel. En plus de leur nature temporaire, les uli sont aussi spontanés dans leur création et leur conception. Ces dessins ne sont pas axés sur une signification ou un message plus large, mais plutôt sur l'effet visuel produit par le dessin dans son ensemble. Bien que les dessins soient souvent créés pour commémorer un rituel ou placés sur des sanctuaires, ils ne sont généralement pas considérés comme sacrés.
Les caractéristiques varient selon que les motifs sont placés sur un mur ou sur le corps. Lorsqu'ils sont utilisés comme art corporel, les motifs uli sont destinés à compléter certains aspects du corps, souvent les jambes ou le cou, et sont généralement totalement abstraits. Bien que des motifs spécifiques soient placés séparément sur le corps, ils sont traités comme une seule œuvre d'art. Les motifs uli sur les murs, ou uli aja, sont plus susceptibles d'inclure des représentations de formes humaines et animales. En outre, une série distinctive de points blancs pointillés (ntupo) est souvent utilisée pour séparer les différents motifs ou sections du mur.
Les artistes d'uli se concentrent généralement sur la création d'une variation de contraste, d'une clarté des lignes et d'une distribution équilibrée des formes qui fonctionnent dans l'espace utilisé,. Les dessins se concentrent à la fois sur les motifs directement appliqués avec du pigment et sur la forme de l'espace négatif créé entre eux. Des styles distincts se sont développés dans différentes régions du sud du Nigeria. Par exemple, à Nri-Alwka, les dessins ont tendance à se concentrer sur des lignes effilées et minces, avec un usage restreint et parcimonieux des motifs, tandis qu'à Arochokwu, les dessins sont plus lourds et plus denses, avec un usage intensif de motifs et de dessins imbriqués. Au sein de ces variations régionales, les artistes uli individuels ont des styles uniques et reconnaissables, et, même dans le dessin collectif de motifs, le rang et le talent relatifs sont reconnus.
Les motifs sont nommés en fonction de la partie de l'environnement naturel à laquelle ils ressemblent, de la méthode d'exécution utilisée pour réaliser le dessin ou de la forme abstraite qu'ils forment. Par exemple, le motif isnwaogi est nommé d'après la noix à trois lobes, et le motif aswolago d'après le serpent. Ces motifs sont souvent spécifiques à des villages particuliers, mais se sont répandus par le biais du mariage ou de la migration. Cependant, contrairement au Nsibidi, un système de symboles développé par les sociétés secrètes masculines dans la culture Igbo, ces motifs uli ne sont pas censés être représentatifs, mais sont simplement nommés pour ce à quoi leurs dessins ressemblent.

### Méthodes

#### Art corporel
Les motifs des ulis sont commandés par un client, souvent après avoir vu le travail d'un artiste uli ailleurs. Le client demande un style ou un motif spécifique ou laisse le motif à la discrétion de l'artiste. Avant l'application, la personne à peindre est rasée afin de créer une surface lisse. L'ufie, une poussière ou une pâte faite à partir de l'écorce de camwood, est appliquée sur la peau comme antiperspirant. Les baies d'une des plantes uli, comme Rothmana whitfieldi ou Cremaspora trifora, sont récoltées et broyées en une bouillie. Cette bouillie est ensuite pressée à travers un tissu, produisant un liquide jaunâtre qui est stocké dans un réceptacle. Les graines d'uli séchées peuvent également être réhydratées puis pressées afin de créer la teinture. Du charbon de bois peut être mélangé au liquide de l'uli afin que le motif soit clairement visible lors du dessin[8]. Le liquide peut être appliqué à l'aide de divers outils, tels qu'un petit couteau émoussé (mmanwauli), des lamelles de bois ou des peignes en métal. La teinture s'oxyde ensuite, colorant la peau d'une couleur indigo qui dure environ 8 jours. Une fois le processus de coloration terminé, la peau est frottée avec de l'huile afin de créer un lustre distinctif.

#### Peintures murales
Les peintures murales d'uli (uli aja) sont créées à l'aide de pigments blancs, jaunes, brun rougeâtre et noirs. La couleur blanche est obtenue à partir d'argile, la jaune à partir de terre ou d'écorce d'arbre, le brun rougeâtre à partir de teinture de bois de cambre et la couleur noire à partir de charbon de bois. La couleur charbon de bois est plus permanente que les autres pigments, laissant derrière elle des motifs qui sont parfois retravaillés dans de nouveaux dessins. Une couleur bleue, créée à partir d'un additif de lessive introduit par les Britanniques, a également été utilisée par certains artistes. Avant l'application des pigments, les murs sont d'abord apprêtés à l'aide de latérite (aja upa), une barbotine de boue qui remplit les fissures du mur. La surface est ensuite polie à l'aide de fins cailloux (mkpulu nwko). La surface est ensuite polie à l'aide de fins cailloux (mkpulu nwko). Une dernière couche d'apprêt, un engobe de boue rouge, est ensuite appliquée sur le mur afin de créer une surface tridimensionnelle sur laquelle travailler. Les artistes appliquent cette barbotine en déplaçant leurs doigts de façon rythmique, créant ainsi des motifs curvilignes sur la surface du mur. Les pigments sont ensuite mélangés à de l'eau et appliqués sur le mur à l'aide des mains de l'artiste, de brindilles, de plumes ou à l'aide du couteau uli (mmanwauli). Actuellement, certains artistes choisissent d'utiliser des éponges ou des pinceaux pour appliquer les pigments. Les motifs sont souvent appliqués par un groupe plus important de femmes mais sont généralement conçus par les plus expérimentées et les plus habiles.